# Villalbilla de Gumiel
Villalbilla de Gumiel község Spanyolországban, Burgos tartományban. Villalbilla de Gumiel Tubilla del Lago, Gumiel de Izán, Oquillas, Pinilla Trasmonte és Santa María del Mercadillo községekkel határos. Lakosainak száma 74 fő (2024).

## Népesség
A település népessége az utóbbi években az alábbiak szerint változott:
| Lakosok száma | 130  | 121  | 112  | 110  | 108  | 102  | 88   | 81   | 86   | 74   |
|               | 2001 | 2004 | 2006 | 2009 | 2011 | 2014 | 2016 | 2019 | 2021 | 2024 |